# Häusern
Häusern település Németországban, azon belül Baden-Württembergben. Lakosainak száma 1324 fő (2023. december 31.).

## Népesség
A település népessége az elmúlt években az alábbi módon változott:
| Lakosok száma | 795  | 887  | 1135 | 1187 | 1071 | 1250 | 1261 | 1309 | 1250 | 1324 |
|               | 1961 | 1967 | 1974 | 1980 | 1987 | 1993 | 2000 | 2006 | 2013 | 2023 |